# Attila – Der Hunne
Attila – Der Hunne (Originaltitel: Attila) ist eine US-amerikanische Fernsehminiserie des Regisseurs Dick Lowry aus dem Jahr 2001.

## Handlung
Im fünften Jahrhundert nach Christus hat Rom seine frühere Stärke und seinen Glanz verloren. An den Grenzen des Römischen Reichs macht sich Attila bereit, sein Volk zum größten der Welt zu machen. Er sieht seine Chance gekommen, seinem Nomadenvolk eine Heimat zu geben. Er verbündet sich zunächst gegen den Willen seines Bruders mit den Römern und lässt diese Tribut entrichten für die Zusicherung, dass er die Stadt nicht überfallt. Als er erkennt, dass der römische General Flavius Aëtius gegen den Willen der Kaiserin Placidia sich dieser Politik widersetzt und auch der Allianz mit ihm gegen eine dritte Macht eine Absage erteilt, richtet sich Attilas Zorn gegen Rom. Es kommt zu einer monumentalen Schlacht.

## Kritiken
„Opulenter historischer Bilderbogen mit guten Darstellern, der sich wenig um geschichtliche und politische Genauigkeit schert und mit beachtlichem Produktionsaufwand überlange, pralle Unterhaltung im Stil einer monumentalen Soap liefert“, schrieb das Lexikon des internationalen Films.
Der DVD & Video Guide lobte die „starke, glaubwürdige“ Darstellung der Hauptrolle.

## Deutsche Fassung
| Rolle            | Darsteller             | Synchronsprecher   |
| ---------------- | ---------------------- | ------------------ |
| Attila           | Gerard Butler          | Nicolas Böll       |
| Flavius Aëtius   | Powers Boothe          | Helmut Gauß        |
| N'Kara/Ildico    | Simmone Jade Mackinnon | Bettina Weiß       |
| Valentinian III. | Reg Rogers             | David Nathan       |
| Galla Placidia   | Alice Krige            | Katharina Koschny  |
| Orestes          | Andrew Pleavin         | Boris Tessmann     |
| Flavius Felix    | Jonathan Hyde          | Reinhard Kuhnert   |
| Theodosius II.   | Tim Curry              | Lutz Mackensy      |
| Ruga             | Steven Berkoff         | Jan Spitzer        |
| Bleda            | Tommy Flanagan         | Bernd Schramm      |
| Galen            | Pauline Lynch          | Christin Marquitan |
| Theoderich I.    | Liam Cunningham        | Gerhard Paul       |
| Mundzuk          | Jolyon Baker           | Bernd Rumpf        |
| Pulcheria        | Janet Henfrey          | Luise Lunow        |

## Historische Ungenauigkeiten
- Es gibt keine Beweise dafür, dass Attila jemals in Rom war.
- Die gezeigten römischen Schilde und Waffen ähneln denen der frühen Kaiserzeit, nicht denen der späten.
- Attila belagert die Stadt Orleans nicht mit Katapulten, sondern mit Bliden (Triboke), diese wurden jedoch erst später entwickelt.
- Kaiser Theodosius II. starb 450 n. Chr. und erlebte Attilas Tod nicht.
- Sowohl Galla Placidia als auch Flavius Felix starben ebenfalls früher als Attila und konnten folglich nicht bei der Ermordung des Flavius Aëtius anwesend sein.
- An den Wänden des oströmischen Kaiserpalastes sind die berühmten Abbildungen des Kaisers Justinian und dessen Frau Theodora zu sehen, die in Wirklichkeit in der Kirche San Vitale in Ravenna abgebildet sind. Außerdem wurden beide erst lange Zeit nach der Filmhandlung geboren.